# Léo Vieira
Leonardo Vieira Mendes (Rio de Janeiro, 15 de agosto de 1974), mais conhecido como Léo Vieira, é um político brasileiro filiado ao Republicanos. Atualmente é prefeito de São João de Meriti, cargo que ocupa desde janeiro de 2025. Anteriormente foi secretário estadual de Defesa do Consumidor e de Trabalho e Renda, deputado estadual e vereador.
Nas eleições de 2018, foi candidato a deputado pelo Partido Renovador Trabalhista Brasileiro (PRTB) e foi eleito com 20.751 votos. Já nas eleições de 2022, se reelegeu com 50.569 votos, pelo PSC. Em 2020, foi candidato à prefeitura de São João de Meriti, sendo derrotado por Dr. João no segundo turno.
Em 2024, na eleição municipal de São João de Meriti, se candidatou a prefeitura da cidade pela segunda vez, representando a coligação "Tá na hora de mudar pra melhorar". Na ocasião, Léo obteve 122.399 votos, ficando com 50,36% dos votos válidos, sendo eleito em primeiro turno.

## Desempenho eleitoral
| Ano  | Eleição                         | Partido      | Cargo             | Votos   | %                 | Resultado  | Ref    |
| ---- | ------------------------------- | ------------ | ----------------- | ------- | ----------------- | ---------- | ------ |
| 2012 | Municipal em São João do Meriti | PDT          | Vereador          | 2.679   | 1,01%             | Suplente   | [ 5 ]  |
| 2016 | Municipal de São João de Meriti | PTB          | Vereador          | 4.231   | 1,68%             | Eleito     | [ 6 ]  |
| 2018 | Estaduais no Rio de Janeiro     | PRTB         | Deputado estadual | 20.751  | 0,27%             | Eleito     | [ 7 ]  |
| 2020 | Municipal de São João de Meriti | PSC          | Prefeito          | 43.499  | 19,57% (1º Turno) | Não eleito | [ 8 ]  |
| 2020 | Municipal de São João de Meriti | PSC          | Prefeito          | 92.788  | 43,17% (2º Turno) |            | [ 8 ]  |
| 2022 | Estaduais no Rio de Janeiro     | PSC          | Deputado estadual | 50.569  | 0,59%             | Eleito     | [ 9 ]  |
| 2024 | Municipal de São João de Meriti | Republicanos | Prefeito          | 122.399 | 50,36%            | Eleito     | [ 10 ] |